# Antoni Pous i Argila
Antoni Pous i Argila (21. června 1932, Manlleu – 6. srpna 1976, Barcelona) byl katalánský básník a překladatel.

## Biografie
Studoval teologii a byl vysvěcen na kněze v roce 1956. V roce 1964 odešel do Tübingenu studovat filologii. Byl zakladatelem Grup Lacetània, Quaderns Lacetània a časopisů Textos a Reduccions. Udržoval styky se skupinou básníků své doby (např. Carles Riba).

## Dílo

### Poezie
- Antologia de la poesia igualadina (1963)
- El nou bon sempre seguit del desconhort a Jaume Urgell (1974)

### Překlady
- Art i literatura, Walter Benjamin